# Tramway d'Angarsk
Le tramway d'Angarsk est le réseau de tramway de la ville d'Angarsk, en Russie. Il est composé de huit lignes. Le réseau est entré en service en 1953.